# Tour de l'Algarve 2014
La 40e édition du Tour de l'Algarve a eu lieu du 19 au 23 février 2014. La course fait partie du calendrier UCI Europe Tour 2014 en catégorie 2.1.
L'épreuve a été remportée par le Polonais Michał Kwiatkowski (Omega Pharma-Quick Step) vainqueur de la deuxième étape ainsi que du contre-la-montre individuel de la troisième étape. Il s'impose avec 16 s d'avance sur l'Espagnol Alberto Contador (Tinkoff-Saxo) et 32 s sur le Portugais Rui Costa (Lampre-Merida),,.
Costa, trois fois deuxième sur les cinq étapes, remporte toutefois le classement par points et sa formation italienne Lampre-Merida triomphe du classement par équipes. Deux autres Portugais s'imposent sur les classements annexes, ainsi Valter Pereira (Banco BIC-Carmim) termine meilleur grimpeur alors que César Fonte (Rádio Popular) s'impose au classement des sprints intermédiaires (Metas Volantes).

## Présentation
,,,

### Parcours
,,,,

### Équipes
Classé en catégorie 2.1 de l'UCI Europe Tour, le Tour de l'Algarve est par conséquent ouvert aux UCI ProTeams dans la limite de 50 % des équipes participantes, aux équipes continentales professionnelles, aux équipes continentales et aux équipes nationales.
L'organisateur a communiqué la liste des équipes invitées le 13 décembre 2013 avant de modifier celle-ci le 12 février 2014. 20 équipes participent à ce Tour de l'Algarve - 8 ProTeams, 5 équipes continentales professionnelles et 7 équipes continentales :
| Nom de l'équipe         | Pays     | Code |
| ----------------------- | -------- | ---- |
| Belkin                  | Pays-Bas | BEL  |
| Europcar                | France   | EUC  |
| FDJ.fr                  | France   | FDJ  |
| Katusha                 | Russie   | KAT  |
| Lampre-Merida           | Italie   | LAM  |
| Movistar                | Espagne  | MOV  |
| Omega Pharma-Quick Step | Belgique | OPQ  |
| Tinkoff-Saxo            | Russie   | TCS  |

| Nom de l'équipe        | Pays      | Code |
| ---------------------- | --------- | ---- |
| Caja Rural-Seguros RGA | Espagne   | CJR  |
| Cofidis                | France    | COF  |
| NetApp-Endura          | Allemagne | TNE  |
| RusVelo                | Russie    | RVL  |
| Wanty-Groupe Gobert    | Belgique  | WGG  |

| Nom de l'équipe          | Pays                | Code |
| ------------------------ | ------------------- | ---- |
| Banco BIC-Carmim         | Portugal            | BBC  |
| Efapel-Glassdrive        | Portugal            | EFG  |
| LA Alumínios-Antarte     | Portugal            | LAA  |
| Louletano-Dunas Douradas | Portugal            | LDD  |
| OFM-Quinta da Lixa       | Portugal            | OFM  |
| Rádio Popular            | Portugal            | BOA  |
| Skydive Dubai            | Émirats arabes unis | SKD  |

### Favoris
,,,,,,,,,,,,,,,

## Étapes
| Étape     | Date       | Villes étapes              |  | Distance (km) | Vainqueur d’étape  | Leader du classement général |
| --------- | ---------- | -------------------------- |  | ------------- | ------------------ | ---------------------------- |
| 1re étape | 19 février | Faro - Albufeira           |  | 160           | Sacha Modolo       | Sacha Modolo                 |
| 2e étape  | 20 février | Lagoa - Monchique          |  | 196           | Michał Kwiatkowski | Michał Kwiatkowski           |
| 3e étape  | 21 février | Vila do Bispo - Sagres     |  | 13,6          | Michał Kwiatkowski | Michał Kwiatkowski           |
| 4e étape  | 22 février | Almodôvar - Alto do Malhão |  | 164,5         | Alberto Contador   | Michał Kwiatkowski           |
| 5e étape  | 23 février | Tavira - Vilamoura         |  | 155,8         | Mark Cavendish     | Michał Kwiatkowski           |

## Déroulement de la course

### 1reétape
20 équipes inscrivent 8 coureurs sauf la formation russe RusVelo qui n'en compte que 7. 159 coureurs sont donc au départ de la course,,,.
|    | Coureur             | Équipe                  |    | Temps           |
| -- | ------------------- | ----------------------- | -- | --------------- |
| 1  | Sacha Modolo        | Lampre-Merida           | en | 3 h 51 min 46 s |
| 2  | Rui Costa           | Lampre-Merida           | +  | m.t             |
| 3  | Alessandro Petacchi | Omega Pharma-Quick Step |    | m.t             |
| 4  | Bryan Coquard       | Europcar                |    | m.t             |
| 5  | Danilo Napolitano   | Wanty-Groupe Gobert     |    | m.t             |
| 6  | Arnaud Démare       | FDJ.fr                  |    | m.t             |
| 7  | Edgar Pinto         | LA Alumínios-Antarte    |    | m.t             |
| 8  | Daniel Schorn       | NetApp-Endura           |    | m.t             |
| 9  | Alexey Tsatevitch   | Katusha                 |    | m.t             |
| 10 | Juan José Lobato    | Movistar                |    | m.t             |

|    | Coureur             | Équipe                  |    | Temps           |
| -- | ------------------- | ----------------------- | -- | --------------- |
| 1  | Sacha Modolo        | Lampre-Merida           | en | 3 h 51 min 36 s |
| 2  | César Fonte         | Rádio Popular           | +  | 1 s             |
| 3  | Rui Costa           | Lampre-Merida           |    | 4 s             |
| 4  | Alessandro Petacchi | Omega Pharma-Quick Step |    | 6 s             |
| 5  | Luís Afonso         | LA Alumínios-Antarte    |    | 6 s             |
| 6  | Bryan Coquard       | Europcar                |    | 10 s            |
| 7  | Danilo Napolitano   | Wanty-Groupe Gobert     |    | 10 s            |
| 8  | Arnaud Démare       | FDJ.fr                  |    | 10 s            |
| 9  | Edgar Pinto         | LA Alumínios-Antarte    |    | 10 s            |
| 10 | Daniel Schorn       | NetApp-Endura           |    | 10 s            |

### 2eétape
,,,
|    | Coureur              | Équipe                  |    | Temps           |
| -- | -------------------- | ----------------------- | -- | --------------- |
| 1  | Michał Kwiatkowski   | Omega Pharma-Quick Step | en | 4 h 57 min 57 s |
| 2  | Rui Costa            | Lampre-Merida           | +  | 6 s             |
| 3  | Alberto Contador     | Tinkoff-Saxo            |    | 6 s             |
| 4  | Eduard Prades        | OFM-Quinta da Lixa      |    | 6 s             |
| 5  | Alexandre Geniez     | FDJ.fr                  |    | 17 s            |
| 6  | Sergey Chernetskiy   | Katusha                 |    | 17 s            |
| 7  | Christopher Horner   | Lampre-Merida           |    | 17 s            |
| 8  | Sergey Firsanov      | RusVelo                 |    | 17 s            |
| 9  | Jonathan Castroviejo | Movistar                |    | 17 s            |
| 10 | Edgar Pinto          | LA Alumínios-Antarte    |    | 17 s            |

|    | Coureur                 | Équipe                  |    | Temps           |
| -- | ----------------------- | ----------------------- | -- | --------------- |
| 1  | Michał Kwiatkowski      | Omega Pharma-Quick Step | en | 4 h 49 min 33 s |
| 2  | Rui Costa               | Lampre-Merida           | +  | 4 s             |
| 3  | Alberto Contador        | Tinkoff-Saxo            |    | 12 s            |
| 4  | Eduard Prades           | OFM-Quinta da Lixa      |    | 16 s            |
| 5  | Edgar Pinto             | LA Alumínios-Antarte    |    | 27 s            |
| 6  | Rubén Fernández Andújar | Caja Rural-Seguros RGA  |    | 27 s            |
| 7  | Sergey Chernetskiy      | Katusha                 |    | 27 s            |
| 8  | Jonathan Castroviejo    | Movistar                |    | 27 s            |
| 9  | Simon Špilak            | Katusha                 |    | 27 s            |
| 10 | Christopher Horner      | Lampre-Merida           |    | 27 s            |

### 3eétape
,,,
|    | Coureur            | Équipe                  |    | Temps       |
| -- | ------------------ | ----------------------- | -- | ----------- |
| 1  | Michał Kwiatkowski | Omega Pharma-Quick Step | en | 14 min 03 s |
| 2  | Adriano Malori     | Movistar                | +  | 11 s        |
| 3  | Tony Martin        | Omega Pharma-Quick Step |    | 13 s        |
| 4  | Alberto Contador   | Tinkoff-Saxo            |    | 20 s        |
| 5  | Alex Dowsett       | Movistar                |    | 25 s        |
| 6  | Jan Bárta          | NetApp-Endura           |    | 28 s        |
| 7  | Rick Flens         | Belkin                  |    | 29 s        |
| 8  | Thomas De Gendt    | Omega Pharma-Quick Step |    | 30 s        |
| 9  | Wilco Kelderman    | Belkin                  |    | 30 s        |
| 10 | Alexandre Geniez   | FDJ.fr                  |    | 33 s        |

|    | Coureur                 | Équipe                  |    | Temps           |
| -- | ----------------------- | ----------------------- | -- | --------------- |
| 1  | Michał Kwiatkowski      | Omega Pharma-Quick Step | en | 9 h 03 min 36 s |
| 2  | Alberto Contador        | Tinkoff-Saxo            | +  | 32 s            |
| 3  | Rui Costa               | Lampre-Merida           |    | 38 s            |
| 4  | Alexandre Geniez        | FDJ.fr                  |    | 1 min 00 s      |
| 5  | Sergey Chernetskiy      | Katusha                 |    | 1 min 03 s      |
| 6  | Wilco Kelderman         | Belkin                  |    | 1 min 08 s      |
| 7  | Rubén Fernández Andújar | Caja Rural-Seguros RGA  |    | 1 min 20 s      |
| 8  | Simon Špilak            | Katusha                 |    | 1 min 23 s      |
| 9  | Christopher Horner      | Lampre-Merida           |    | 1 min 24 s      |
| 10 | Eduard Prades           | OFM-Quinta da Lixa      |    | 1 min 25 s      |

### 4eétape
,,,
|    | Coureur            | Équipe                  |    | Temps           |
| -- | ------------------ | ----------------------- | -- | --------------- |
| 1  | Alberto Contador   | Tinkoff-Saxo            | en | 4 h 02 min 08 s |
| 2  | Rui Costa          | Lampre-Merida           | +  | 3 s             |
| 3  | Michał Kwiatkowski | Omega Pharma-Quick Step |    | 10 s            |
| 4  | Eduard Prades      | OFM-Quinta da Lixa      |    | 13 s            |
| 5  | Tiago Machado      | NetApp-Endura           |    | 14 s            |
| 6  | Christopher Horner | Lampre-Merida           |    | 14 s            |
| 7  | Edgar Pinto        | LA Alumínios-Antarte    |    | 16 s            |
| 8  | Peio Bilbao        | Caja Rural-Seguros RGA  |    | 16 s            |
| 9  | Alexandre Geniez   | FDJ.fr                  |    | 16 s            |
| 10 | Sergey Firsanov    | RusVelo                 |    | 16 s            |

|    | Coureur                 | Équipe                  |    | Temps            |
| -- | ----------------------- | ----------------------- | -- | ---------------- |
| 1  | Michał Kwiatkowski      | Omega Pharma-Quick Step | en | 13 h 05 min 50 s |
| 2  | Alberto Contador        | Tinkoff-Saxo            | +  | 16 s             |
| 3  | Rui Costa               | Lampre-Merida           |    | 29 s             |
| 4  | Alexandre Geniez        | FDJ.fr                  |    | 1 min 10 s       |
| 5  | Wilco Kelderman         | Belkin                  |    | 1 min 29 s       |
| 6  | Rubén Fernández Andújar | Caja Rural-Seguros RGA  |    | 1 min 30 s       |
| 7  | Eduard Prades           | OFM-Quinta da Lixa      |    | 1 min 32 s       |
| 8  | Christopher Horner      | Lampre-Merida           |    | 1 min 32 s       |
| 9  | Simon Špilak            | Katusha                 |    | 1 min 38 s       |
| 10 | Edgar Pinto             | LA Alumínios-Antarte    |    | 1 min 41 s       |

### 5eétape
,,,,,,,
|    | Coureur            | Équipe                  |    | Temps           |
| -- | ------------------ | ----------------------- | -- | --------------- |
| 1  | Mark Cavendish     | Omega Pharma-Quick Step | en | 3 h 24 min 10 s |
| 2  | Arnaud Démare      | FDJ.fr                  | +  | m.t             |
| 3  | Bryan Coquard      | Europcar                |    | m.t             |
| 4  | José Joaquín Rojas | Movistar                |    | m.t             |
| 5  | Sacha Modolo       | Lampre-Merida           |    | m.t             |
| 6  | Alexey Tsatevitch  | Katusha                 |    | m.t             |
| 7  | Danilo Napolitano  | Wanty-Groupe Gobert     |    | m.t             |
| 8  | Igor Boev          | RusVelo                 |    | m.t             |
| 9  | Tom Leezer         | Belkin                  |    | m.t             |
| 10 | Yoann Offredo      | FDJ.fr                  |    | m.t             |

|    | Coureur                 | Équipe                  |    | Temps            |
| -- | ----------------------- | ----------------------- | -- | ---------------- |
| 1  | Michał Kwiatkowski      | Omega Pharma-Quick Step | en | 16 h 29 min 57 s |
| 2  | Alberto Contador        | Tinkoff-Saxo            | +  | 16 s             |
| 3  | Rui Costa               | Lampre-Merida           |    | 32 s             |
| 4  | Alexandre Geniez        | FDJ.fr                  |    | 1 min 13 s       |
| 5  | Wilco Kelderman         | Belkin                  |    | 1 min 32 s       |
| 6  | Rubén Fernández Andújar | Caja Rural-Seguros RGA  |    | 1 min 33 s       |
| 7  | Eduard Prades           | OFM-Quinta da Lixa      |    | 1 min 35 s       |
| 8  | Christopher Horner      | Lampre-Merida           |    | 1 min 35 s       |
| 9  | Simon Špilak            | Katusha                 |    | 1 min 41 s       |
| 10 | Edgar Pinto             | LA Alumínios-Antarte    |    | 1 min 42 s       |

## Classements finals

### Classement général
|    | Cycliste                | Pays       | Équipe                  |    | Temps            |
| -- | ----------------------- | ---------- | ----------------------- | -- | ---------------- |
| 1  | Michał Kwiatkowski      | Pologne    | Omega Pharma-Quick Step | en | 16 h 29 min 57 s |
| 2  | Alberto Contador        | Espagne    | Tinkoff-Saxo            | +  | 16 s             |
| 3  | Rui Costa               | Portugal   | Lampre-Merida           |    | 32 s             |
| 4  | Alexandre Geniez        | France     | FDJ.fr                  |    | 1 min 13 s       |
| 5  | Wilco Kelderman         | Pays-Bas   | Belkin                  |    | 1 min 32 s       |
| 6  | Rubén Fernández Andújar | Espagne    | Caja Rural-Seguros RGA  |    | 1 min 33 s       |
| 7  | Eduard Prades           | Espagne    | OFM-Quinta da Lixa      |    | 1 min 35 s       |
| 8  | Christopher Horner      | États-Unis | Lampre-Merida           |    | 1 min 35 s       |
| 9  | Simon Špilak            | Slovénie   | Katusha                 |    | 1 min 41 s       |
| 10 | Edgar Pinto             | Portugal   | LA Alumínios-Antarte    |    | 1 min 42 s       |

### Classements annexes
|   | Cycliste           | Équipe                  | Points |
| - | ------------------ | ----------------------- | ------ |
| 1 | Rui Costa          | Lampre-Merida           | 60     |
| 2 | Michał Kwiatkowski | Omega Pharma-Quick Step | 44     |
| 3 | Alberto Contador   | Tinkoff-Saxo            | 41     |

|   | Cycliste           | Équipe                  | Points |
| - | ------------------ | ----------------------- | ------ |
| 1 | Valter Pereira     | Banco BIC-Carmim        | 10     |
| 2 | Michał Kwiatkowski | Omega Pharma-Quick Step | 10     |
| 3 | Alberto Contador   | Tinkoff-Saxo            | 9      |

|   | Cycliste              | Équipe            | Points |
| - | --------------------- | ----------------- | ------ |
| 1 | César Fonte           | Rádio Popular     | 12     |
| 2 | Arnaud Démare         | FDJ.fr            | 6      |
| 3 | Diego Rubio Hernández | Efapel-Glassdrive | 6      |

|   | Équipe                 | Pays     |    | Temps            |
| - | ---------------------- | -------- | -- | ---------------- |
| 1 | Lampre-Merida          | Italie   | en | 49 h 35 min 34 s |
| 2 | Caja Rural-Seguros RGA | Espagne  | +  | 33 s             |
| 3 | OFM-Quinta da Lixa     | Portugal |    | 1 min 10 s       |

## Évolution des classements
| Étape              | Vainqueur          | Classement général | Classement par points | Classement de la montagne | Classement des Metas Volantes | Classement par équipes |
| ------------------ | ------------------ | ------------------ | --------------------- | ------------------------- | ----------------------------- | ---------------------- |
| 1                  | Sacha Modolo       | Sacha Modolo       | Sacha Modolo          | Valter Pereira            | César Fonte                   | Lampre-Merida          |
| 2                  | Michał Kwiatkowski | Michał Kwiatkowski | Rui Costa             | Valter Pereira            | César Fonte                   | Lampre-Merida          |
| 3                  | Michał Kwiatkowski | Michał Kwiatkowski | Rui Costa             | Valter Pereira            | César Fonte                   | Lampre-Merida          |
| 4                  | Alberto Contador   | Michał Kwiatkowski | Rui Costa             | Valter Pereira            | César Fonte                   | Lampre-Merida          |
| 5                  | Mark Cavendish     | Michał Kwiatkowski | Rui Costa             | Valter Pereira            | César Fonte                   | Lampre-Merida          |
| Classements finals | Classements finals | Michał Kwiatkowski | Rui Costa             | Valter Pereira            | César Fonte                   | Lampre-Merida          |

## Liste des participants
- Liste de départ complète

| Légende | Légende                                                                                                  | Légende | Légende                                                                                         |
| ------- | --- | ------- | ----------------------------------------------------------------------------------------------- |
| Num     | Dossard de départ porté par le coureur sur ce Tour de l'Algarve                                          | Pos     | Position finale au classement général                                                           |
|         | Indique le vainqueur du classement général                                                               |         | Indique le vainqueur du classement par points                                                   |
|         | Indique le vainqueur du classement de la montagne                                                        |         | Indique le vainqueur du classement du meilleur jeune                                            |
|         | Indique un maillot de champion national ou mondial, suivi de sa spécialité                               | #       | Indique la meilleure équipe                                                                     |
| NP      | Indique un coureur qui n'a pas pris le départ d'une étape, suivi du numéro de l'étape où il s'est retiré | AB      | Indique un coureur qui n'a pas terminé une étape, suivi du numéro de l'étape où il s'est retiré |
| HD      | Indique un coureur qui a terminé une étape hors des délais, suivi du numéro de l'étape                   |         |                                                                                                 |

| Omega Pharma-Quick Step OPQ | Omega Pharma-Quick Step OPQ      | Omega Pharma-Quick Step OPQ |
| --------------------------- | -------------------------------- | --------------------------- |
| Num                         | Coureur                          | Pos                         |
| 1                           | Tony Martin (GER) (Clm) (Clm)    | 77e                         |
| 2                           | Mark Cavendish (GBR) (Route)     | 142e                        |
| 3                           | Michał Kwiatkowski (POL) (Route) | 1er                         |
| 4                           | Alessandro Petacchi (ITA)        | 143e                        |
| 5                           | Mark Renshaw (AUS)               | 133e                        |
| 6                           | Thomas De Gendt (BEL)            | 66e                         |
| 7                           | Julien Vermote (BEL)             | 131e                        |
| 8                           | Michał Gołaś (POL)               | 56e                         |

| Movistar MOV | Movistar MOV                     | Movistar MOV |
| ------------ | -------------------------------- | ------------ |
| Num          | Coureur                          | Pos          |
| 11           | Jonathan Castroviejo (ESP) (Clm) | 17e          |
| 12           | Alex Dowsett (GBR) (Clm)         | 108e         |
| 13           | Jesús Herrada (ESP) (Route)      | 13e          |
| 14           | Gorka Izagirre (ESP)             | 35e          |
| 15           | Pablo Lastras (ESP)              | 50e          |
| 16           | Adriano Malori (ITA)             | 16e          |
| 17           | Juan José Lobato (ESP)           | 74e          |
| 18           | José Joaquín Rojas (ESP)         | 45e          |

| Katusha KAT | Katusha KAT              | Katusha KAT |
| ----------- | ------------------------ | ----------- |
| Num         | Coureur                  | Pos         |
| 21          | Maxim Belkov (RUS)       | 75e         |
| 22          | Sergey Chernetskiy (RUS) | 15e         |
| 23          | Alexey Tsatevitch (RUS)  | 96e         |
| 24          | Alexandr Kolobnev (RUS)  | 28e         |
| 25          | Dmitry Kozontchuk (RUS)  | 98e         |
| 26          | Alberto Losada (ESP)     | 53e         |
| 27          | Simon Špilak (SLO)       | 9e          |
| 28          | Eduard Vorganov (RUS)    | 36e         |

| Tinkoff-Saxo TCS | Tinkoff-Saxo TCS               | Tinkoff-Saxo TCS |
| ---------------- | ------------------------------ | ---------------- |
| Num              | Coureur                        | Pos              |
| 31               | Alberto Contador (ESP)         | 2e               |
| 32               | Chris Anker Sørensen (DEN)     | 61e              |
| 33               | Bruno Pires (POR)              | 101e             |
| 34               | Jesús Hernández Blázquez (ESP) | 67e              |
| 35               | Matteo Tosatto (ITA)           | 106e             |
| 36               | Nicki Sørensen (DEN)           | 137e             |
| 37               | Rafał Majka (POL)              | 20e              |
| 38               | Sérgio Paulinho (POR)          | 48e              |

| Belkin BEL | Belkin BEL              | Belkin BEL |
| ---------- | ----------------------- | ---------- |
| Num        | Coureur                 | Pos        |
| 41         | Wilco Kelderman (NED)   | 5e         |
| 42         | Rick Flens (NED)        | NP-4       |
| 43         | Marc Goos (NED)         | 38e        |
| 44         | Tom Leezer (NED)        | 147e       |
| 45         | Steven Kruijswijk (NED) | NP-5       |
| 46         | Bram Tankink (NED)      | 31e        |
| 47         | Sep Vanmarcke (BEL)     | 34e        |
| 48         | Maarten Wynants (BEL)   | 54e        |

| Lampre-Merida # LAM | Lampre-Merida # LAM           | Lampre-Merida # LAM |
| ------------------- | ----------------------------- | ------------------- |
| Num                 | Coureur                       | Pos                 |
| 51                  | Rui Costa (POR) (Route) (Clm) | 3e                  |
| 52                  | Mattia Cattaneo (ITA)         | 71e                 |
| 53                  | Christopher Horner (USA)      | 8e                  |
| 54                  | Roberto Ferrari (ITA)         | 153e                |
| 55                  | Sacha Modolo (ITA)            | 88e                 |
| 56                  | Jan Polanc (SLO)              | 24e                 |
| 57                  | Maximiliano Richeze (ARG)     | 151e                |
| 58                  | Nélson Oliveira (POR)         | 89e                 |

| FDJ.fr FDJ | FDJ.fr FDJ                     | FDJ.fr FDJ |
| ---------- | ------------------------------ | ---------- |
| Num        | Coureur                        | Pos        |
| 61         | Mickaël Delage (FRA)           | 104e       |
| 62         | Arnaud Démare (FRA)            | 110e       |
| 63         | Alexandre Geniez (FRA)         | 4e         |
| 64         | Pierre-Henri Lecuisinier (FRA) | 63e        |
| 65         | Yoann Offredo (FRA)            | 111e       |
| 66         | Cédric Pineau (FRA)            | 117e       |
| 67         | Geoffrey Soupe (FRA)           | 79e        |
| 68         | Benoît Vaugrenard (FRA)        | 95e        |

| Wanty-Groupe Gobert WGG | Wanty-Groupe Gobert WGG  | Wanty-Groupe Gobert WGG |
| ----------------------- | ------------------------ | ----------------------- |
| Num                     | Coureur                  | Pos                     |
| 71                      | Björn Leukemans (BEL)    | 41e                     |
| 72                      | Laurens De Vreese (BEL)  | 65e                     |
| 73                      | Danilo Napolitano (ITA)  | 150e                    |
| 74                      | Jempy Drucker (LUX)      | 76e                     |
| 75                      | Jan Ghyselinck (BEL)     | 40e                     |
| 76                      | Wesley Kreder (NED)      | 130e                    |
| 77                      | Mirko Selvaggi (ITA)     | 91e                     |
| 78                      | Frederik Veuchelen (BEL) | 78e                     |

| Europcar EUC | Europcar EUC           | Europcar EUC |
| ------------ | ---------------------- | ------------ |
| Num          | Coureur                | Pos          |
| 81           | Björn Thurau (GER)     | 42e          |
| 82           | Bryan Coquard (FRA)    | 82e          |
| 83           | Jimmy Engoulvent (FRA) | 103e         |
| 84           | Maxime Méderel (FRA)   | 57e          |
| 85           | Vincent Jérôme (FRA)   | 33e          |
| 86           | Alexandre Pichot (FRA) | 122e         |
| 87           | Perrig Quéméneur (FRA) | 60e          |
| 88           | Thomas Voeckler (FRA)  | 139e         |

| Cofidis COF | Cofidis COF                 | Cofidis COF |
| ----------- | --------------------------- | ----------- |
| Num         | Coureur                     | Pos         |
| 91          | Jérémy Bescond (FRA)        | 124e        |
| 92          | Jérôme Coppel (FRA)         | 19e         |
| 93          | Julien Fouchard (FRA)       | 128e        |
| 94          | Cyril Lemoine (FRA)         | 113e        |
| 95          | Guillaume Levarlet (FRA)    | 87e         |
| 96          | Adrien Petit (FRA)          | 146e        |
| 97          | Florian Sénéchal (FRA)      | 83e         |
| 98          | Rein Taaramäe (EST) (Route) | 44e         |

| Caja Rural-Seguros RGA CJR | Caja Rural-Seguros RGA CJR    | Caja Rural-Seguros RGA CJR |
| -------------------------- | ----------------------------- | -------------------------- |
| Num                        | Coureur                       | Pos                        |
| 101                        | Ángel Madrazo (ESP)           | 25e                        |
| 102                        | Rubén Fernández Andújar (ESP) | 102e                       |
| 103                        | Heiner Parra (ESP)            | 47e                        |
| 104                        | Omar Fraile (ESP)             | 14e                        |
| 105                        | Peio Bilbao (ESP)             | 26e                        |
| 106                        | Karol Domagalski (POL)        | AB-4                       |
| 107                        | Antonio Molina (ESP)          | 115e                       |
| 108                        | Ramón Domene (ESP)            | 132e                       |

| NetApp-Endura TNE | NetApp-Endura TNE              | NetApp-Endura TNE |
| ----------------- | ------------------------------ | ----------------- |
| Num               | Coureur                        | Pos               |
| 111               | Jan Bárta (CZE) (Route et Clm) | 46e               |
| 112               | Iker Camaño (ESP)              | 59e               |
| 113               | Tiago Machado (POR)            | 18e               |
| 114               | José Mendes (POR)              | 22e               |
| 115               | Jonathan McEvoy (GBR)          | 64e               |
| 116               | Erick Rowsell (GBR)            | 62e               |
| 117               | Daniel Schorn (AUT)            | 105e              |
| 118               | Paul Voss (GER)                | 49e               |

| RusVelo RVL | RusVelo RVL               | RusVelo RVL |
| ----------- | ------------------------- | ----------- |
| Num         | Coureur                   | Pos         |
| 121         | Sergueï Lagoutine (RUS)   | 23e         |
| 122         | Sergey Firsanov (RUS)     | 11e         |
| 123         | Igor Boev (RUS)           | 118e        |
| 124         | Kirill Pozdnyakov (RUS)   | 107e        |
| 125         | Sergueï Klimov (RUS)      | 43e         |
| 126         | Artem Ovechkin (RUS)      | 29e         |
| 127         | Ilnur Zakarin (RUS) (Clm) | 12e         |
| 128         |                           |             |

| OFM-Quinta da Lixa OFM | OFM-Quinta da Lixa OFM | OFM-Quinta da Lixa OFM |
| ---------------------- | ---------------------- | ---------------------- |
| Num                    | Coureur                | Pos                    |
| 131                    | Nuno Ribeiro (POR)     | 85e                    |
| 132                    | Delio Fernández (ESP)  | 32e                    |
| 133                    | Samuel Caldeira (POR)  | 80e                    |
| 134                    | Arkaitz Durán (ESP)    | 21e                    |
| 135                    | Ricardo Vilela (POR)   | 13e                    |
| 136                    | Eduard Prades (ESP)    | 7e                     |
| 137                    | Luís Fernandes (POR)   | 135e                   |
| 138                    | Mário Costa (POR)      | 39e                    |

| Efapel-Glassdrive EFG | Efapel-Glassdrive EFG       | Efapel-Glassdrive EFG |
| --------------------- | --------------------------- | --------------------- |
| Num                   | Coureur                     | Pos                   |
| 141                   | Ricardo Mestre (POR)        | 112e                  |
| 142                   | Filipe Cardoso (POR)        | 109e                  |
| 143                   | Garikoitz Bravo (ESP)       | 51e                   |
| 144                   | Víctor de la Parte (ESP)    | 58e                   |
| 145                   | Rafael Silva (POR)          | 69e                   |
| 146                   | Bruno Silva (POR)           | 55e                   |
| 147                   | Diego Rubio Hernández (ESP) | 114e                  |
| 148                   | Carlos Oyarzún (CHI)        | 37e                   |

| LA Alumínios-Antarte LAA | LA Alumínios-Antarte LAA | LA Alumínios-Antarte LAA |
| ------------------------ | ------------------------ | ------------------------ |
| Num                      | Coureur                  | Pos                      |
| 151                      | Edgar Pinto (POR)        | 10e                      |
| 152                      | Hugo Sabido (POR)        | 68e                      |
| 153                      | Hugo Sancho (POR)        | 81e                      |
| 154                      | Pedro Paulinho (POR)     | 120e                     |
| 155                      | Márcio Barbosa (POR)     | 148e                     |
| 156                      | Daniel Freitas (POR)     | 125e                     |
| 157                      | Luís Afonso (POR)        | 123e                     |
| 158                      | André Mourato (POR)      | 145e                     |

| Louletano-Dunas Douradas LDD | Louletano-Dunas Douradas LDD  | Louletano-Dunas Douradas LDD |
| ---------------------------- | ----------------------------- | ---------------------------- |
| Num                          | Coureur                       | Pos                          |
| 161                          | Raúl Alarcón (ESP)            | 136e                         |
| 162                          | Micael Isidoro (POR)          | 84e                          |
| 163                          | Jorge Martín Montenegro (ARG) | 93e                          |
| 164                          | Raúl García de Mateos (ESP)   | 127e                         |
| 165                          | Sandro Pinto (POR)            | 140e                         |
| 166                          | Rui Vinhas (POR)              | 97e                          |
| 167                          | Victor Valinho (POR)          | 121e                         |
| 168                          | Francisco Moreno (ESP)        | 141e                         |

| Rádio Popular BOA | Rádio Popular BOA          | Rádio Popular BOA |
| ----------------- | -------------------------- | ----------------- |
| Num               | Coureur                    | Pos               |
| 171               | César Fonte (POR)          | 70e               |
| 172               | Daniel Silva (POR)         | 73e               |
| 173               | Célio Sousa (POR)          | 154e              |
| 174               | Nuno Bico (POR)            | 94e               |
| 175               | Virgilio dos Santos (POR)  | 86e               |
| 176               | Carlos Carneiro (POR)      | 155e              |
| 177               | Ricardo Vale (POR)         | 100e              |
| 178               | Frederico Figueiredo (POR) | 90e               |

| Banco BIC-Carmim BBC | Banco BIC-Carmim BBC    | Banco BIC-Carmim BBC |
| -------------------- | ----------------------- | -------------------- |
| Num                  | Coureur                 | Pos                  |
| 181                  | João Pereira (POR)      | 99e                  |
| 182                  | Valter Pereira (POR)    | 138e                 |
| 183                  | Henrique Casimiro (POR) | 126e                 |
| 184                  | Daniel Mestre (POR)     | 52e                  |
| 185                  | Bruno Sancho (POR)      | 149e                 |
| 186                  | Amaro Antunes (POR)     | 92e                  |
| 187                  | David Livramento (POR)  | 72e                  |
| 188                  | Rafael Reis (POR)       | AB-1                 |

| Skydive Dubai SKD | Skydive Dubai SKD           | Skydive Dubai SKD |
| ----------------- | --------------------------- | ----------------- |
| Num               | Coureur                     | Pos               |
| 191               | Lucas Sebastián Haedo (ARG) | 129e              |
| 192               | Francisco Mancebo (ESP)     | 30e               |
| 193               | Óscar Pujol (ESP)           | 134e              |
| 194               | Alexandr Pliuschin (MDA)    | 119e              |
| 195               | Rafaâ Chtioui (TUN) (Route) | 116e              |
| 196               | Adil Jelloul (MAR)          | 102e              |
| 197               | Soufiane Haddi (MAR) (Clm)  | 144e              |
| 198               | Maher Hasnaoui (TUN)        | 152e              |